# 广汉北站

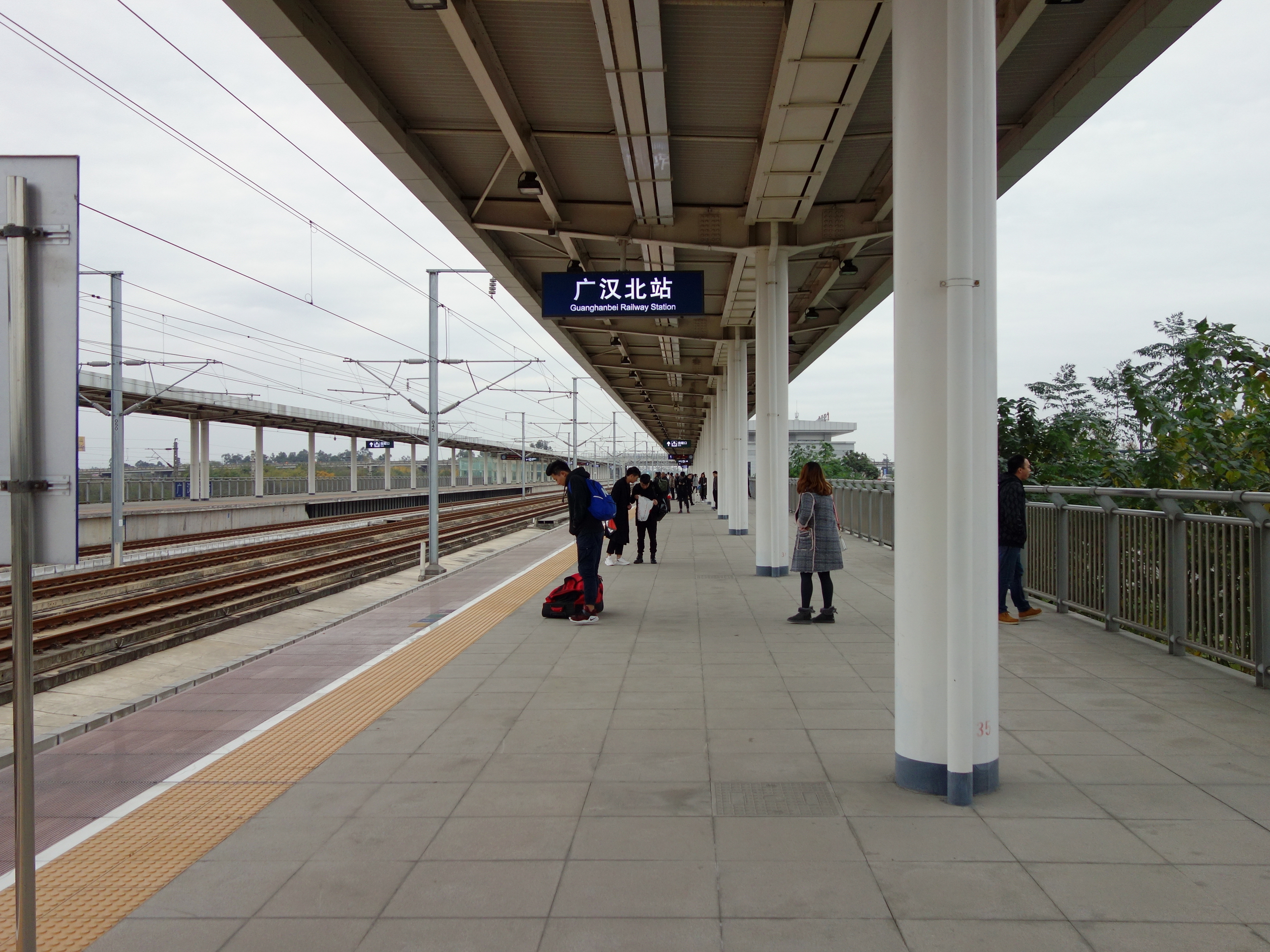
广汉北站1号站台

广汉北站，位于中华人民共和国四川省德阳市广汉市城北新区，是西成客运专线上的高铁站，于2014年12月20日启用营运，由成都铁路局管辖。

## 車站周邊
- 广汉市科宇化工厂

## 歷史
- 2014年12月20日通车启用。

## 外部連結
- 中国铁路客户服务中心 （页面存档备份，存于）